# Kodeks 0220
Kodeks 0220 (według numeracji Gregory-Aland) – wczesny grecki rękopis Nowego Testamentu, spisany w formie kodeksu na pergaminie. Paleograficznie datowany jest na III wiek. Zawiera fragmenty Listu do Rzymian, czytelny jest tylko z jednej strony. Pochodzi z Egiptu, przechowywany jest w Oslo, w prywatnej kolekcji. Jest cytowany w krytycznych wydaniach tekstu Nowego Testamentu, 27 wydanie Nestle-Alanda (NA27) różni się odeń w dwóch miejscach.

## Opis
Zachował się fragment 1 karty rękopisu z fragmentami tekstu Listu do Rzymian (4,23–5,3 – na stronie recto, 5,8–13 – na stronie verso). Strona recto jest czytelna, natomiast strona verso jest niemal całkowicie nieczytelna. Jedyne co można tam odczytać, to [η]μων χς w Rz 5,8, ο θανατος w 5,12 oraz αμαρ[τια] w 5,13.
Oryginalna karta miała rozmiary 12 na 15 cm. Tekst pisany był jedną kolumną na stronę, 24 linijki w kolumnie (zachowało się 14 linijek). Litery są niewielkie, pismo jest ciągłe, bez przerw między wyrazami (scriptio continua). Rękopis sporządzony został przez doświadczonego kopistę.
Nomina sacra pisane są skrótami: ΚΝ (dla Κυριον), ΙΥ (Ιησου), ΙΝ (Ιησουν), ΧΥ (Χριστου), ΘΥ (θεου).

## Tekst
Grecki tekst rękopisu jest zgodny z aleksandryjską tradycją tekstualną. Kurt Aland określił go jako "strict text", co oznacza, że wykazuje wysoki stopień wierności oryginałowi, i zaklasyfikował do kategorii I. Bliski jest zwłaszcza Kodeksowi Watykańskiemu, z którym jest zgodny wszędzie z wyjątkiem Rz 5,1 (εχωμεν ] εχομεν).
27. wydanie greckiego Nowego Testamentu Nestle-Alanda (NA27) cytuje go trzykrotnie, najpierw w Rz 5,1 przy okazji εχωμεν ] εχομεν i opowiada się za wariantem kodeksu. Następnie cytuje go w 5,2 (opuszcza frazę τη πιστει) i 5,3 (καυχωμεθα ] καυχωμενοι). W pozostałych dwóch przypadkach NA27 nie zgadza się z wariantami fragmentu.

## Historia
William Hatch, wydawca fragmentu, datował go na koniec III wieku, co potwierdził Philip W. Comfort, paleograf zajmujący się wczesnymi rękopisami Nowego Testamentu, datując go również na koniec III wieku. INTF datuje rękopis na III wiek. Rękopis prawdopodobnie powstał w Egipcie. Hatch dopuszczał możliwość, że mógł powstać w Babilonie.
Nabyty został w Kairze w 1950 roku przez Lelanda C. Wymana, profesora biologii z Uniwersytetu Bostońskiego, który przywiózł go do Bostonu. Handlarz, u którego nabył fragment, powiedział, że otrzymał go od Arabów, a został znaleziony w Fustat. Następnym właścicielem fragmentu był John Rocks z Bostonu. W 1988 roku został zakupiony przez Martina Schøyen na aukcji w Sotheby's, należy odtąd do jego prywatnej kolekcji i jest przechowywany w Oslo. W 1989 poddany został zabiegom konserwatorskim w Esseksie. Kodeks został publicznie wystawiony we wrześniu 1994 roku podczas konferencji Europejskich Bibliotek Narodowych w Oslo oraz w czerwcu 2004 roku podczas nordyckiego sympozjum w Oslo na temat studiów qumrańskich.
W 1953 roku Kurt Aland umieścił go na liście rękopisów Nowego Testamentu, w grupie kodeksów uncjalnych, nadając mu numer 0220.
Tekst strony recto rękopisu, wraz z rekonstrukcją, opublikował William Hatch w Harvard Theological Review (1952). Philip W. Comfort dokonał ponownej rekonstrukcji strony recto rękopisu w 2001.
Cytowany jest w krytycznych wydaniach greckiego Nowego Testamentu (UBS3, UBS4, NA26, NA27). 27 wydanie Nestle-Alanda (NA27), które wśród greckich rękopisów Nowego Testamentu wprowadziło rozróżnienie na świadków I i II rzędu, cytuje go jako świadka I rzędu.
Obecnie przechowywany jest w prywatnej kolekcji Martina Schøyena (MS 113) w Oslo.